# Đại học Quốc gia Jeonbuk
Đại học Quốc gia Jeonbuk (JBNU ; Tiếng Hàn, 전북대학교, Jeonbuk Daehakgyo) là một trong mười trường đại học quốc gia hàng đầu của Hàn Quốc được thành lập năm 1947, tọa lạc tại Jeonju, Hàn Quốc. Đại học Quốc gia Jeonbuk được xếp hạng 551–560 trên thế giới theo Bảng xếp hạng các trường đại học hàng đầu QS năm 2023.